# Polygala jefensis
Polygala jefensis là một loài thực vật có hoa trong họ Polygalaceae. Loài này được W.H. Lewis miêu tả khoa học đầu tiên năm 1969.